# Alta societat (pel·lícula de 2005)
Alta societat  (títol original: Chromophobia) és una pel·lícula anglesa dirigida per Martha Fiennes estrenada el 2005. Ha estat doblada al català.

## Argument
Els dilemes de la vida londinenca moderna, en la qual els bons valors tradicionals com l'honestedat, la lleialtat i l'amistat són sacrificats en benefici d'una nova moral basada en l'èxit i la celebritat.

## Repartiment
- Ben Chaplin: Trent Masters
- Penélope Cruz: Gloria Garcia Ramirez
- Ralph Fiennes: Stephen Tulloch
- Ian Holm: Edward Aylesbury
- Rhys Ifans: Colin
- Damian Lewis: Marcus Aylesbury
- Kristin Scott Thomas: Iona Aylesbury
- Harriet Walter: Penelope Aylesbury

## Al voltant de la pel·lícula
- Aquest film va ser presentat al Festival de Canes 2005 en selecció oficial, fora de competició. Igualment va ser projectat en la clausura d'aquesta prestigiosa manifestació.
- Crítica: "Un retrat de caràcters recognoscible, encara que una miqueta irregular en el seu desenvolupament, llastrat per una durada sens dubte innecessària."[3]